# Aerosoles de azufre estratosférico
Los aerosoles de azufre estratosférico son partículas ricas en azufre que existen en la región de la estratosfera de la atmósfera de la Tierra. La capa de la atmósfera en la que existen se conoce como la capa de Junge, o como la capa de aerosol estratosférico. Estas partículas constan de una mezcla de ácido sulfúrico y agua. Se crean naturalmente por descomposición fotoquímica de gases que contienen azufre, p. ej. sulfuro de carbonilo. Cuándo están presentes en niveles altos, p. ej. después de una gran erupción volcánica  como la del Monte Pinatubo, producen un efecto de enfriamiento al reflejar la luz solar y modificar las nubes cuando se precipitan desde la estratosfera.  Este enfriamiento puede persistir durante varios años antes de que las partículas se precipiten.
Un aerosol es una suspensión  de diminutas partículas sólidas o gotitas líquidas en un gas. Las partículas de sulfato o gotitas de ácido sulfúrico en la atmósfera tienen aproximadamente un diámetro de 0.1 a 1.0 micrómetros (una millonésima parte de un metro).
Los aerosoles de azufre son comunes en la troposfera a raíz de la contaminación con dióxido de azufre generado por quemar carbón, y también debido a procesos naturales. Los volcanes son una fuente importante de estas partículas en la estratosfera, en la medida en que la fuerza de una erupción volcánica puede propulsar gases que contienen azufre a esta capa de la atmósfera. La influencia relativa de los volcanes en la capa de Junge varía considerablemente según el número y medida de erupciones en cualquier periodo de tiempo dado, y también de las cantidades de compuestos de azufre liberados. Solo los estratovolcanes que contienen principalmente magmas félsicos son responsables de estos flujos, ya que el magma máfico que ha entrado en erupción en un volcán en escudo (o caldera volcánica) no se transforma en columnas de humo capaces de alcanzar la estratosfera.
Crear aerosoles de azufre estratosférico intencionadamente es una técnica propuesta en geoingeniería que ofrece una posible solución a algunos de los problemas causados por el calentamiento global.  
Aun así, esta práctica no está exenta de efectos secundarios y se ha advertido de que la cura puede ser peor que la enfermedad.

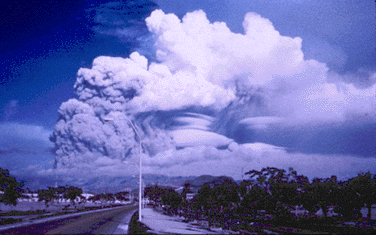
Nube de erupción del Pinatubo. Este volcán liberó cantidades enormes de aerosoles de azufre estratosférico y contribuyó mucho a entender este tema.

## Orígenes

Inyección "volcánica"

Los aerosoles de azufre natural se forman en cantidades vastas del SO2 expulsado por los volcanes, los cuales pueden ser inyectados directamente a la estratosfera durante enormes (Índice de explosividad volcánica, VEI, de 4 o más) erupciones. Un análisis trata en profundidad los compuestos troposféricos de azufre en la atmósfera,proporcionado por Bates et al.
El IPCC AR4 explica que los acontecimientos volcánicos explosivos son episódicos, pero los aerosoles  estratosféricos que resultan de ellos provocan perturbaciones transitorias sustanciales al equilibrio de energía radiativa del planeta(Equilibrio térmico de la Tierra), con ambos efectos de longitud de onda larga y de onda corta sensibles a las características microfísicas de los aerosoles.
Durante los periodos que carecen de actividad volcánica (y de inyección directa de SO2  a la estratosfera), la oxidación de COS (Sulfuro de carbonilo) domina la producción del aerosol de azufre estratosférico.

## Química
La química de los aerosoles de azufre estratosférico varía significativamente según su fuente. Las emisiones volcánicas varían significativamente en composición, y tienen química compleja debido a la presencia de partículas de ceniza  y una variedad amplia de otros elementos en las columnas de humo.
Las reacciones químicas que afectan tanto la formación y eliminación de aerosoles de azufre no son plenamente entendidas. Es difícil de estimar con exactitud, por ejemplo, si la presencia de ceniza y vapor de agua es importante para la formación de aerosoles a partir de productos volcánicos, y si las altas o bajas concentraciones atmosféricas de sustancias químicas precursoras (como SO2 y  H2S) son óptimas para la formación del aerosol. Esta incertidumbre hace difícil de determinar una aproximación viable para que se utilice la formación de aerosoles de azufre por parte de la geoingeniería .

## Estudio científico

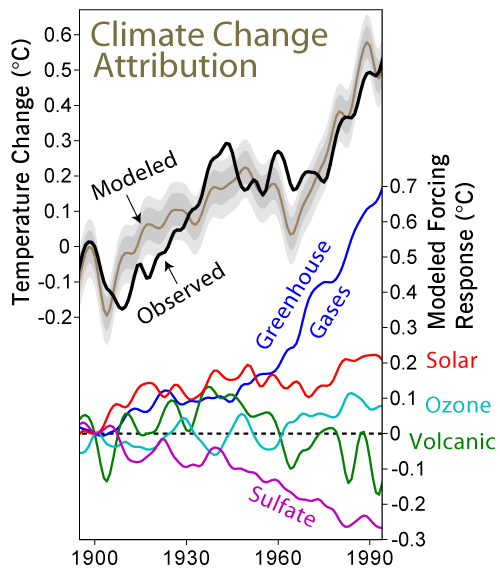
Sulfatos estratosféricos de las emisiones volcánicas causan enfriamiento transitorio; la línea morada que muestra el enfriamiento sostenido es de sulfato troposférico.

La comprensión e investigación de estos aerosoles se debe en gran parte al estudio de las erupciones volcánicas, principalmente por el volcán del Monte Pinatubo de las islas Filipinas, que entró en erupción en 1991 cuando las técnicas científicas eran suficientemente avanzadas para estudiar los efectos minuciosamente.
La formación de los aerosoles y sus efectos en la atmósfera también puede ser estudiada en el laboratorio. Las muestras de partículas reales pueden ser recuperadas de la estratosfera utilizando globos aerostáticos o con aviones.
Los modelos de ordenador pueden utilizarse para entender el comportamiento de las partículas del aerosol, y son particularmente útiles en la generación de escenarios de su efecto en el clima global. Los experimentos biológicos en el laboratorio, y las medidas tomadas en campo y en el océano pueden establecer los mecanismos de formación de derivados biológicos de gases sulfurosos volátiles.

## Efectos
Aunque el Grupo Interbugernamental de Expertos sobre Cambio Climático AR4 considera que hay un bajo nivel de comprensión científica respecto a los aerosoles de sulfato estratosférico, ha sido establecido que la emisión de gases precursores por aerosoles de azufre es el mecanismo principal por el que los volcanes causan enfriamiento global episódico.
Las partículas de aerosol forman una calima blanquecina en el cielo. Esto crea un efecto de Oscurecimiento global, donde poca radiación solar es capaz de alcanzar la superficie de la Tierra. Esto genera un efecto de enfriamiento global. En esencia, actúan como la antítesis de un gas de efecto invernadero, el cual tiende a dejar pasar la luz solar, mientras que bloquean la luz infrarroja emitida por la superficie de la Tierra y su atmósfera. Estas partículas también irradian energía infrarroja directamente transfiriendo calor desde la estratosfera hacia el espacio.

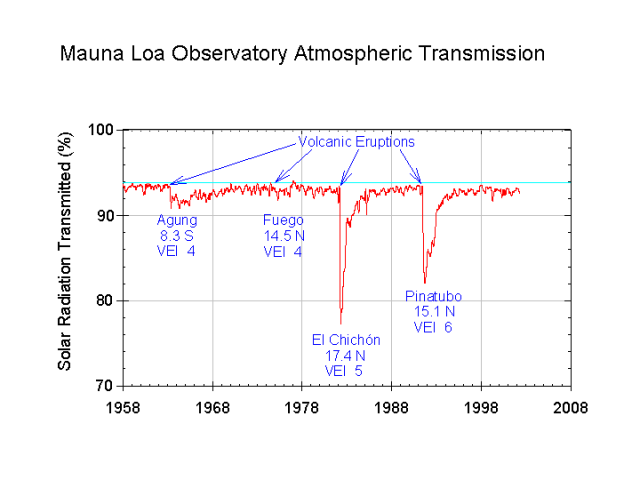
Reducción de radiación solar debido a erupciones volcánicas

Todos los aerosoles absorben y esparcen radiación solar y terrestre. Esto está cuantificado en dispersión simple del albedo (Single Scattering Albedo (SSA)), la proporción de la dispersión simple respecto a la dispersión más la absorción (extinción) de radiación por una partícula. El SSA tiende a la unidad si la dispersión es muy elevada con relativamente poca absorción, y disminuye a medida que aumenta la absorción, deviniendo cero para la absorción infinita. Por ejemplo, el aerosol de sal marina tiene un SSA de 1, como partícula de sal marina solo se dispersa, mientras que el hollín tiene un SSA de 0.23, mostrando que constituye un factor de absorción de aerosol atmosférico importante .
Aerosoles, naturales y antropogénicos, pueden afectar el clima por cambiar la manera en la que la radiación es transmitida a través de la atmósfera. Observaciones directas de los efectos de aerosoles son bastante limitados así que cualquier intento de estimar su efecto global necesariamente implica el uso de modelos de ordenador. El Grupo Intergubernamental de Expertos en Cambio Climático, IPCC, dice: Mientras el forzamiento radiativo debido a los gases de efecto invernadero puede ser determinado con un grado razonablemente alto de exactitud... Las incertidumbres acerca  del forzamiento radiativo del aerosol siguen siendo grandes, y dependen en gran medida en las estimaciones de los estudios de modelización global difíciles de verificar actualmente. Aun así, mayoritariamente están hablando sobre aerosol troposférico.
Los aerosoles tienen una función en la destrucción de ozono debido a los efectos químicos de superficie. La destrucción de ozono ha creado en los años recientes agujeros grandes en la capa de ozono, inicialmente sobre el antártico y después en el Ártico. Estos agujeros en la capa de ozono tienen el potencial de expandirse para cubrir regiones habitadas y regiones vegetativas del planeta, llevando a un daño medioambiental catastrófico.
La destrucción del ozono ocurre principalmente en regiones polares, pero la formación de ozono ocurre principalmente en los trópicos. El ozono está distribuido alrededor del planeta por Circulación Brewer-Dobson. Por tanto, la fuente y el patrón de dispersión de aerosoles es crítico para comprender su efecto en la capa de ozono.

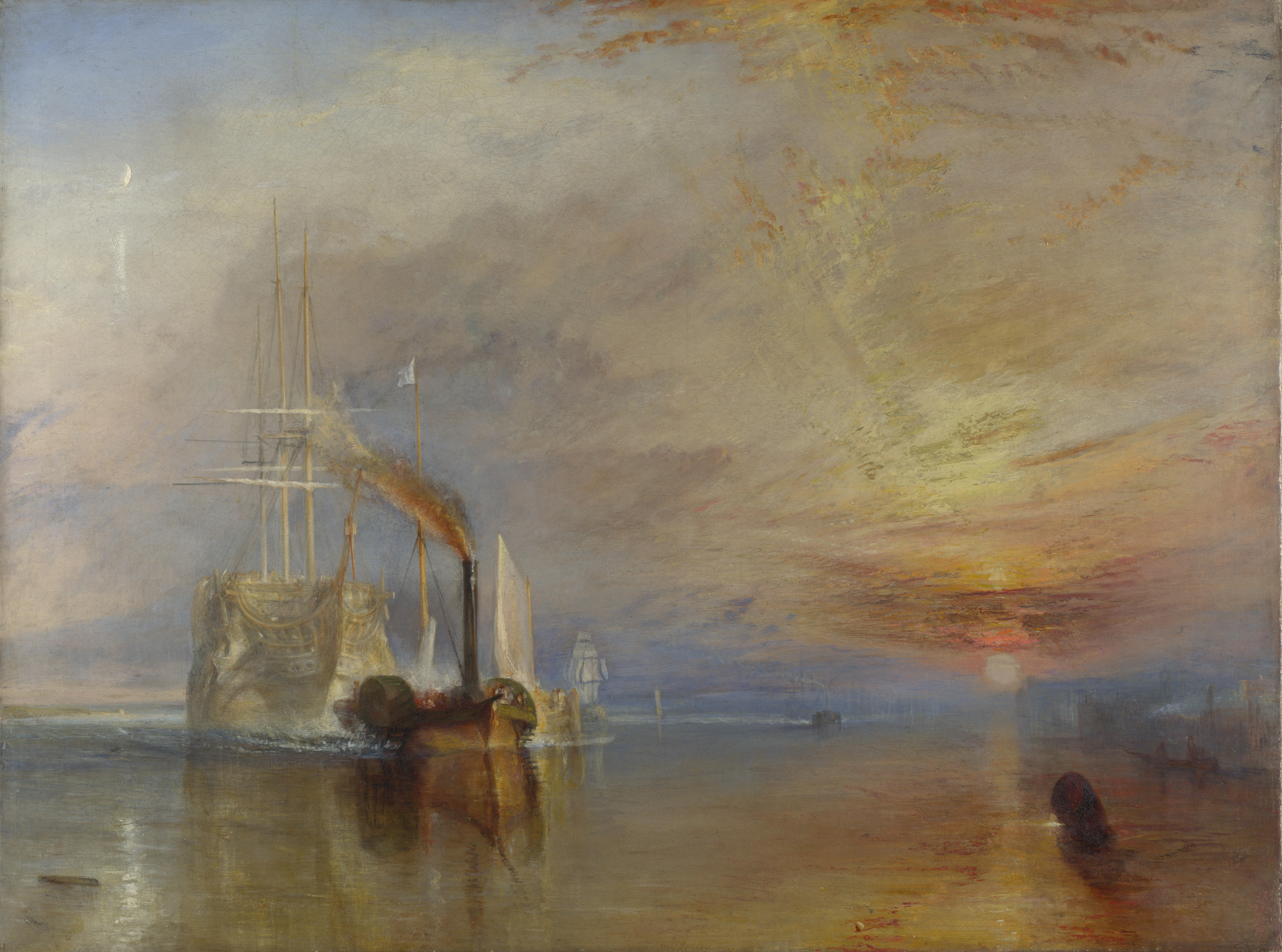
Turner se inspiró en dramáticos ocasos causados por aerosoles volcánicos.

Los aerosoles dispersan la luz, que afecta al aspecto del cielo y de los ocasos. Cambiar la concentración de aerosoles en la atmósfera puede afectar dramáticamente el aspecto de los ocasos. Un cambio en el aspecto del cielo durante 1816, "El Año Sin Un Verano" (atribuido a la erupción del Monte Tambora), fue la inspiración para las pinturas de J. M. W. Turner. Erupciones volcánicas más lejanas y proyectos de geoingeniería relacionados con aerosoles de azufre probablemente puedan afectar al aspecto de los ocasos significativamente, y crear una calima en el cielo.
Partículas de aerosol son finalmente depositadas de la estratosfera a la tierra y al océano. Según el volumen de las partículas que descienden, los efectos pueden ser o no significativos para los ecosistemas. La modelización de las cantidades de aerosoles utilizados en posibles escenarios de geoingeniería sugieren que los efectos en ecosistemas terrestres de la deposición no parecen ser significativamente nocivos.

## Ingeniería del clima
La capacidad de los aerosoles de azufre estratosférico para crear este efecto de Oscurecimiento global les ha hecho un candidato posible para uso en proyectos de ingeniería del clima para limitar el efecto e impacto del cambio climático debido al aumento de los niveles de gases de efecto invernadero. La liberación de gases precursores como H2S y SO2 a través de artillería, aeronaves y globos aerostáticos ha sido propuesta. [cita requerida]
El fundamento de la técnica propuesta está en parte basada en el hecho de que es una adaptación a un proceso atmosférico existente. Por tanto, la técnica está potencialmente mejor entendida que las demás técnicas comparables (pero puramente especulativas) propuestas en ingeniería del clima. También está en parte basada en la velocidad de acción respecto de cualquier otra solución desplegada, en contraste con los proyectos de captación de dióxido de carbono, que tardarían más tiempo en realizarse.
Aun así los vacíos en la comprensión de estos procesos existen, por ejemplo en el efecto en el clima estratosférico y en los ciclos de lluvia, por lo que se necesitan mayores investigaciones.